# Karabin maszynowy FN FALO
Fusil Automatique Lourd (FN FALO, FN FAL HB, FN FAL 50-41) – belgijski ręczny karabin maszynowy, wersja karabinu automatycznego FN FAL.

## Historia
W lutym 1948 roku w belgijskiej firmie uzbrojeniowej Fabrique Nationale d'Armes de Guerre (FN) rozpoczęto prace nad karabinem samoczynnym przystosowanym do niemieckiego naboju pośredniego 7,92 mm, a następnie do angielskiego naboju pośredniego 0,280 cala (7,1 mm). Równocześnie pracowano nad dwiema odmianami tego karabinu: ze stałą kolbą drewnianą i metalową kolbą składaną.
Gdy na początku lat pięćdziesiątych wprowadzono w armiach państw należących do NATO znormalizowany nabój karabinowy 7,62 × 51 mm, konstruktorzy zmodyfikowali tą konstrukcję, której nadali nazwę FAL (fr. fusil automatique légére – lekki karabin samoczynny).
Jednocześnie z karabinem skonstruowano rkm będący jego wersją. Było to zgodne z panującym do lat 80. XX wieku poglądem, że drużynę należy wyposażać w lekką broń maszynową o konstrukcji jak najbardziej zbliżonej do konstrukcji przepisowego karabinu.
Przystosowując FALa do pełnienia funkcji rkm-u, wyposażono go w lufę o większej masie i dwójnóg.
Karabin maszynowy FN FALO był używany równolegle z karabinem FN FAL między innymi przez armie Belgii, Wielkiej Brytanii, Republice Południowej Afryki, Brazylii, Australii, Kanady, Izraela, Austrii, Zimbabwe, Grecji. W latach 80. po wprowadzeniu do uzbrojenia karabinów i karabinów maszynowych kalibru 5,56 mm został wycofany z uzbrojenia większości armii europejskich, ale nadal jest używany przez armie krajów trzeciego świata.

## Wersje
- 50-41 – FALO z kolbą z tworzywa sztucznego.
- 50-42 – FALO z kolbą drewnianą.
- C2 – kanadyjska wersja wyposażona w przeziernikowy celownik krzywiznowy o nastawach 200–1000 jardów. Broń zasilana z magazynków 30-nabojowych. Tłumik płomieni identyczny jak w karabinie L1A1, możliwość dołączenia bagnetu i miotania granatów nasadkowych. C2 nie posiada łoża, jego funkcję pełni złożony dwójnóg. Mocowanie dwójnogu przeniesiono z urządzenia wylotowego pod komorę gazową.
- L2A1 – australijska wersja. Modyfikacje identyczne jak w C2 z wyjątkiem celownika (L2A1 wyposażony jest w celownik identyczny jak w karabinie L1A1, z nastawami 200–600 jardów).

## Opis
FN FALO jest bronią samoczynno-samopowtarzalną. Zasada działania oparta na odprowadzaniu części gazów prochowych przez boczny otwór lufy, z krótkim ruchem tłoka gazowego. Broń wyposażona jest w regulator gazowy. FALO strzela z zamka zamkniętego. Zamek ryglowany przez przekoszenie w płaszczyźnie pionowej. Wyciąg sprężynujący znajduje się w zamku, funkcję wyrzutnika pełni występ komory zamkowej. Mechanizm uderzeniowy kurkowy, mechanizm spustowy z przełącznikiem rodzaju ognia. Dźwignia przełącznika rodzaju ognia pełni jednocześnie funkcję bezpiecznika, włączony bezpiecznik unieruchamia spust.
FALO jest bronią zasilaną z magazynków 20-nabojowych. Po wystrzeleniu ostatniego naboju zamek zatrzymuje się w tylnym położeniu.
Lufa ciężka zakończona tłumikiem płomienia, do tłumika zamocowany jest dwójnóg.
FALO wyposażony jest w łoże, chwyt pistoletowy i transportowy. Kolba stała, z oporą naramienną. Przyrządy celownicze mechaniczne (celownik suwakowy z przeziernikiem, nastawy 200–600 m).